# Pedologie (studiul copiilor)
Pedologie se numește un curent pedagogic care susține că dezvoltarea copilului ar fi determinată inevitabil de ereditate și de mediul său social, conceput ca invariabil.
Pedologia a apărut spre sfârșitul anilor 1800, nu ca o știință despre educație, ci ca o pseudoștiință, care avea la bază teoria că pricina insucceselor școlare sunt ereditatea și mediul.
Pedologia (“știința despre copii”), a fost fondată de cercetătorul american Oscar Chrisman la sfârșitul sec.XIX (termenul pedologie fiind propus de el în 1893) și a cunoscut o mare răspândire în SUA și Europa în primele decenii ale sec. XX. Pedologia exagerează însemnătatea dotației ereditare și își orientează eforturile asupra identificării dotației native și adoptării de măsuri care să o pună în valoare.
Pedologia explica dezvoltarea pe baza determinării fatale ereditare a tuturor trăsăturilor fizice și psihice, mediul fiind considerat invariabil că are doar rolul de a declanșa ceea ce se află performat în zestrea ereditară. Apare aici nudoar denaturarea celor doi factori, ci și o simplificare a relației dintre ei, educația fiind aproape exclusă din acest context.
Pedologia și-a propus să „adune” tot ceea ce ofereau testele: cunoașterea vârstei intelectuale și diagnoza inteligenței, dar și alte realizări ale diferitelor științe. Pedologia, ca știință, nu s-a menținut, dar pedocentrismul, adică centrarea pe copil, a rămas una din cerințele educației până azi. S-a adăugat studiul relației școală-societate, care devine un adevărat curent socio-educativ încă din anii '30. Cu toate acestea, în 1936, comitetul central al partidului comunist al Uniunii Sovietice a emis o decizie prin care erau condamnate pedologia („știința copilului") și utilizarea testelor psihologice, considerate „unelte reacționare" în slujba imperialismului.
În 1911 a avut loc primul Congres Internațional de Pedologie de la Bruxelles, prezidat de Ovide Decroly, având ca participanți și pedagogi români.
În spațiul românesc, pedagogia experimentală a fost reprezentată de Laboratorul de pedologie și pedagogie experimentală de pe lângă Universitatea din Cluj, al cărui director a fost Vladimir Ghidionescu, care și-a sintetizat concepția în cartea Introducere în pedologie și pedagogie experimentală, cu 331 pagini, apărută în 1916 la Editura Librăriei H. Steinberg din București.